# Oedignatha poonaensis
Espèce
Oedignatha poonaensis est une espèce d'araignées aranéomorphes de la famille des Liocranidae.

## Distribution
Cette espèce est endémique d'Inde. Elle se rencontre au Maharashtra et au Gujarat.

## Description
La femelle holotype mesure 6,5 mm.

## Étymologie
Son nom d'espèce, composé de poona et du suffixe latin -ensis, « qui vit dans, qui habite », lui a été donné en référence au lieu de sa découverte, le district de Poona.

## Publication originale
- Majumder & Tikader, 1991 : Studies on some spiders of the family Clubionidae from India. Records of the Zoological Survey of India, Occasional Paper, no 102, p. 1-175.